# Acció del 10 de març de 1917
L'acció del 10 de març de 1917 va ser un enfrontament naval que es va lliurar durant la Primera Guerra Mundial entre el creuer auxiliar alemany SMS Möwe i el mercant armat SS Otaki, de la New Zealand Shipping Company.
El SMS Möwe va quedar greument danyat, malgrat que el SS Otaki va ser enfonsat.

## Antecedents
El SMS Möwe ja era famós. El seu comandant, el korvettenkapitän (capità de corbeta) Nikolaus zu Dohna-Schlodien, havia viatjat per tot el món amb el SMS Möwe en 1915 i principis del 1916, enfonsant diversos vaixells i lluitant contra els britànics.
Amb una tripulació de veterans i el vaixell, Dohna-Schlodien va intervenir contra el bloqueig britànic d'Alemanya el desembre de 1916 i es va dirigir cap al mig de l'Atlàntic, enfonsant els vaixells que es trobava al seu pas.

## L'acció
El 10 de març de 1917, després de mesos al mar i de tornada a Alemanya, el SMS Möwe es trobava a mar obert. A les 02.00 h, es va trobar amb el SS Esmerelda, un vaixell mercant de 4.491 tones del Pacific Steam Navigation Company, que navegava en direcció oest cap a Baltimore. El SS Esmerelda es va aturar, va evacuar la seva tripulació i després els alemanys el van enfonsar amb explosius.

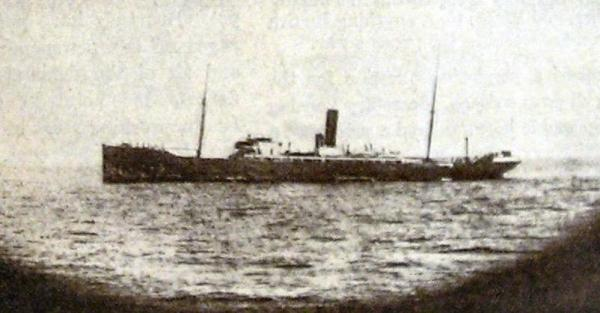
SMS Möwe durant el seu primer viatge, 1916

En aquell moment, un segon vaixell mercant, el SS Otaki, va aparèixer a l'horitzó. Era un vaixell de 7.420 tones de càrrega refrigerada del New Zealand Shipping Company que navegava de Londres cap a Nova York. La seva defensa era una sola arma de 4,7 polzades muntada a popa, amb un comandant i la tripulació de la Royal Navy. El SS Otaki tenia un aparell de telegrafia sense fils i va ser alertat de la posició del SMS Möwe.
Enmig de la mar gruixuda i ruixats, Dohna-Schlodien va iniciar immediatament la persecució, i quan es va acostar, Dohna-Schlodien va fer un senyal al SS Otaki perquè s'aturés. El seu capità, Archibald Bisset Smith, es va negar a lliurar el seu vaixell. Els alemanys van fer trets d'advertència i com a resposta van rebre trets de l'arma del SS Otaki.
El SMS Möwe va començar a rebre els impactes dels trets a una distància de 1.800 m; els neozelandesos van poder danyar greument als assaltants abans que els alemanys poguessin disparar un tret a canvi. Quan els trets del SMS Möwe van començar a impactar contra el SS Otaki, els seus obusos de 150 mil·límetres van ser dirigits amb precisió. Diversos projectils van colpejar al SS Otaki, i després d'una batalla que va durar al voltant de 20 minuts, es va bolcar i es va enfonsar. El tinent Smith va ordenar a la seva tripulació a abandonar el vaixell, però ell es va quedar enrere. Cap al final de l'acció, el creuer auxiliar alemany estava en flames, de manera que la seva tripulació va haver d'apagar les flames com un assumpte de prioritat.
Cinc membres de la tripulació i Smith es van enfonsar amb el SS Otaki; els supervivents van ser rescatats ràpidament pels alemanys. Un dels morts va ser un guardiamarina de 15 anys; una placa en Escòcia commemora la seva caiguda en l'acció. Es van fer uns 200 presoners del SS Esmerelda i del SS Otaki.
El SMS Möwe va patir molts danys; la major part dels trets del SS Otaki va colpejar la superestructura. Cinc homes van morir i altres deu van resultar ferits.

## Conseqüències
Els danys causats pel SS Otaki va provocar incendis en les carboneres del SMS Möwe, que van cremar durant dos dies i gairebé van arribar a les bodegues de la nau. També va patir greus inundacions després d'haver estat foradat pels projectils del SS Otaki; això hauria requerit mesures de contra-inundacions, però es va aprofitar aquesta aigua per apagar els incendis. A causa dels danys del seu vaixell, Dohna-Schlodien es va veure obligat a tornar a Alemanya. Després d'un mes, el vaixell estava de nou lluitant contra el bloqueig britànic per quarta i última vegada. Un cop més, Dohna-Schlodien va ser recompensat en conseqüència.
La tripulació del SS Otaki i del SS Esmerelda van ser traslladats a Brandenburg, on van romandre presos durant la resta de la guerra. El SMS Möwe van passar la resta de la guerra servint amb la flota alemanya a la mar Bàltica com a minador.
Les accions d'Archibald Smith no van ser plenament reconegudes fins després del final de la guerra. Per la «notable gallardia i devoció al deure» se li va donar un ascens pòstum a tinent de la Royal Navy Reserve, perquè no es podia atorgar la Victoria Cross a un civil.